# リバーヘッド (ニューヨーク州)
リバーヘッド（英: Riverhead）は、アメリカ合衆国ニューヨーク州の町。ロングアイランド東部、サフォーク郡の郡庁所在地である。人口は3万5902人（2020年）。名称はペコニック川河口にあることに由来する。町内の国勢調査指定地域（CDP）に同名の「リバーヘッド」という小集落（hamlet）があり町の商業的中心となっている。

## 歴史
1649年、ヨーロッパ人開拓者が、アルゴンキン語族インディアンであるシネコック族から「サウスオールド・ランド」を購入した。さらに1742年、ウィリアム・スミス大佐から追加の土地が購入され開拓者の間で分けられた。
リバーヘッドの町は、アメリカ独立戦争の後の1792年に、新しい司法区分の一部として創設された。ニューヨーク州議会が北と東にあるサウスオールドの町を分離してリバーヘッド町を創った。それまでのサウスオールドの町は東西に長く、タウンミーティングに出席するには不便であり、町で必要となる仕事をするにも不便だったので、二つの町に分けてほしいというリバーヘッド地区住民の要請によって分かれることになった。サウスオールドの西部は港も無く、商業施設も少なく貧乏だったので分かれた。1792年3月13日、州議会はこの部分をリバーヘッドという名前で分離する法案を成立させた。この新しい町で最初のタウンミーティングは1792年4月3日に開催されることになった。
リバーヘッドはサフォーク郡の郡庁所在地に指名された。当時は「カウンティ・タウン」と呼ばれ、その名前が後にリバーヘッドと組み合わされた。
1902年時点で町の人口は約2,500人になっていた。

## 地理
町の北側境界はロングアイランド湾でありその対岸はコネチカット州である。東側境界はサウスオールド町と接している。リバーヘッド町はサフォーク郡の北フォーク（ロングアイランド東部は2つの半島状の陸地に分離する。それがフォークである）に一部が入っている。州間高速道路495号線の東終点がリバーヘッド町内にある。
アメリカ合衆国国勢調査局に拠れば、町域全面積は201.3平方マイル (521 km2)であり、このうち陸地67.4平方マイル (175 km2)、水域は133.9平方マイル (347 km2)で水域率は66.53%である。

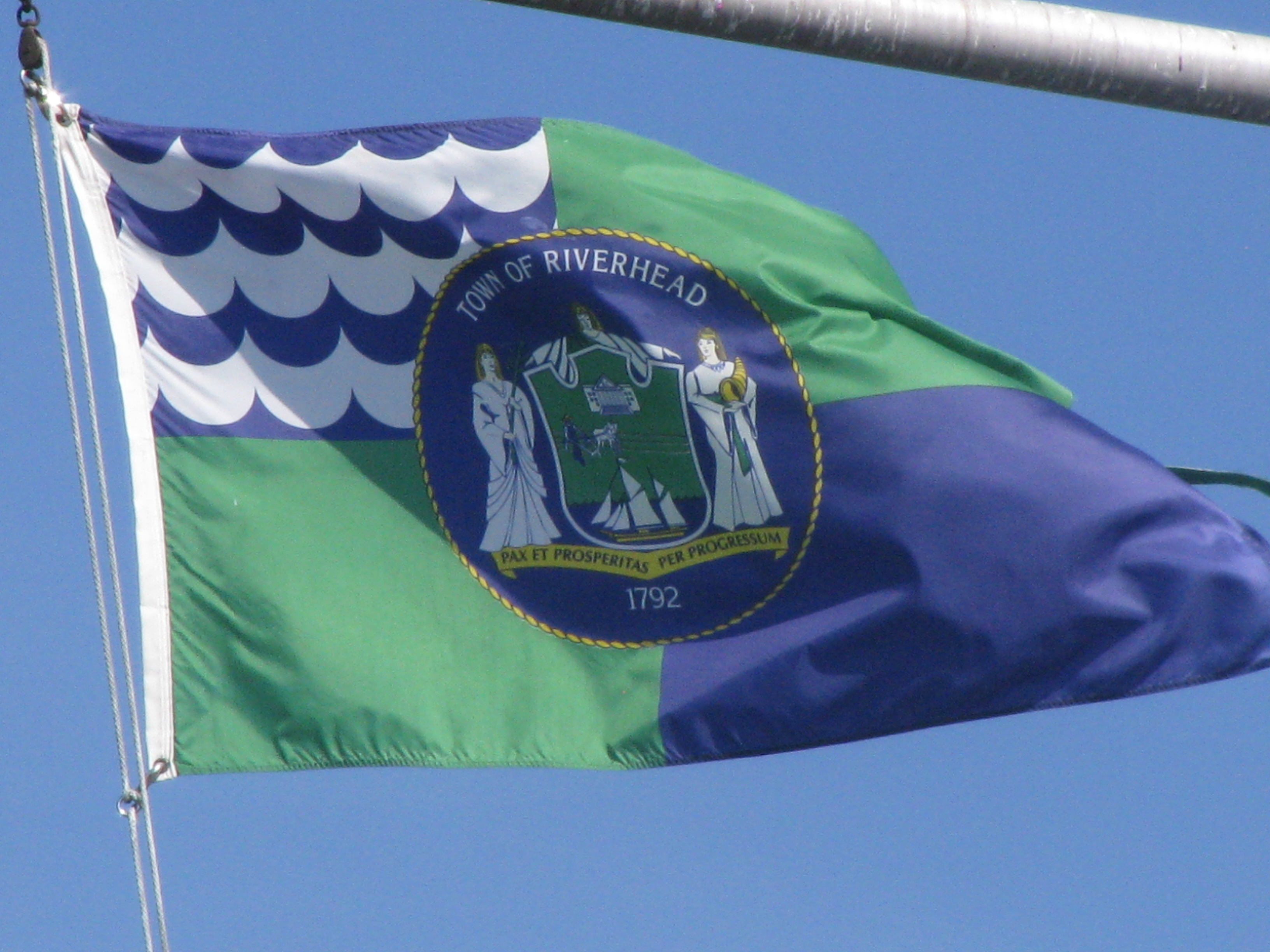
グラマン記念公園で翻るリバーヘッド町旗

## 人口動態
以下は特記無い限り2010年国勢調査による人口統計データである。
| 基礎データ - 人口: 33,506 人 - 世帯数: 15,424 世帯 - 人口密度: 192.0人/km2（497.1 人/mi2） 年齢別人口構成 - 18歳未満: 20.4% - 18-20歳: 2.2% - 20-24歳: 6.1% - 25-34歳: 10.5% - 35-49歳: 20.6% - 49-64歳: 21.8% - 65歳以上: 19.4% - 性比（女性100人あたり男性の人口） - 総人口: 99.0 世帯と家族（対世帯数、200年データ） - 18歳未満の子供がいる: 28.1% - 結婚・同居している夫婦: 54.0% - 未婚・離婚・死別女性が世帯主: 10.3% - 非家族世帯: 32.2% - 単身世帯: 26.4% - 65歳以上の老人1人暮らし: 14.1% - 平均構成人数 - 世帯: 2.50人 - 家族: 3.01人 | 収入と家計（2000年データ） - 収入の中央値 - 世帯: 52,195米ドル - 家族: 60,939米ドル - 性別 - 男性: 40,855米ドル - 女性: 32,288米ドル - 人口1人あたり収入: 24,647米ドル - 貧困線以下 - 対人口: 17.9% - 対家族数: 15.8% - 18歳未満: 20.7% - 65歳以上: 7.4% |

## 政府
リバーヘッド町には町政委員会の政府がある。町全体から選ばれる町監督官（町長）と、やはり町全体から選ばれる町政委員4人で構成されている。

## メディア
リバーヘッドの日刊紙は「ザ・ニューズ・レビュー」であり、1868年に創刊され、2010年時点ではタイムズ・レビュー・ニューズペーパーズが所有していた。その親会社は「ザ・サフォーク・タイムズ」、「シェルター・アイランド・レポーター」、「ザ・ノース・ショア・サン」、「ザ・ワイン・プレス」各紙も所有している。
2010年、「RiverheadLOCAL.com」というオンラインのみの地方版ニュースサイトの運営が始まった。その時以降に、その親会社イースト・エンド・ローカル・メディア社が、隣接するサウスオールドの町で「SoutholdLOCAL.com」も開設した。
ラジオ局としては、AMのWFTUとWRIV、FMのWRCNの3局がリバーヘッドで免許を得ている。

## 小区分の街と場所

### 小集落（非法人化地域）
- アクボーグ
- ベイティングホロウ
- カルバートン（部分、ブルックヘイブン町にも入る）
- ジェイムズポート
- ローレル（部分、サウスオールドの町にも入る）
- マナービル（部分、ブルックヘイブン町にも入る）
- ノースビル
- リバーヘッド（CDP)
- ウェイディングリバー（部分、ブルックヘイブン町にも入る）

### その他の街
- センタービル
- ポリッシュタウン
- リーブズパーク
- ロアノーク
- サウスジェイムズポート
- スウェイズ

### 州立公園
- ワイルドウッド州立公園